# Gasströmungswächter

a) geöffneter Gasströmungswächter
b) geschlossener Gasströmungswächter
c) Gasströmungswächter mit Überströmöffnung

Ein Gasströmungswächter (GS) ist eine Gasarmatur, die den Gasdurchsatz unterbricht, wenn die Gasleitung vorsätzlich oder versehentlich beschädigt wird. Der GS gehört zu den aktiven Sicherungsmaßnahmen.
Ein Gasströmungswächter ist aufgebaut wie ein Rückschlagventil. Er soll jedoch nicht den Rückfluss des Gases verhindern, sondern blockiert den Strom des Gases in der vorgesehenen Strömungsrichtung, wenn ein überplanmäßig großer Volumenstrom auftritt. Die Funktion entspricht einer Schlauchplatzsicherung.
Strömungswächter sind bei Neuanlagen und bei größeren Änderungsmaßnahmen an Altanlagen zu installieren.
Gasströmungswächter sind nicht mit Strömungssicherungen zu verwechseln, die im Abgasweg von raumluftabhängigen Gasgeräten der Art B1 oder B4 installiert werden, um ein Aufstauen der Abgase zu verhindern.

## Funktion
Gasströmungswächter reagieren auf eine überplanmäßige Erhöhung des Volumenstrom. So kann etwa eine Beschädigung der Leitung zu einem Durchfluss {\displaystyle {\dot {V_{S}}}} führen, der größer ist als der vorgesehene Auslegungsvolumenstrom {\displaystyle {\dot {V_{N}}}}. Dabei kommt es in der Gasleitung hinter dem GS zu einem Druckabfall. Der GS reagiert auf die dadurch ansteigende Druckdifferenz zwischen der Ein- und Ausgangsseite, durch die sich der Verschlussteller gegen eine Federkraft in den Ventilsitz drückt und damit die
Gaszufuhr der nachfolgenden Leitungen unterbricht.
Besitzt der Verschlussteller eine Überströmöffnung, so öffnet sich der GS selbsttätig wieder, wenn die Gasleitung wieder geschlossen ist und sich langsam der Gasdruck wieder aufbauen kann; ist keine Überströmöffnung vorhanden, so muss der GS manuell geöffnet werden.
Bei Inbetriebnahme der Leitung soll das Gas langsam eingelassen werden, damit der Gasströmungswächter nicht auslöst. Ein diesbezügliches Schild am Haupthahn erinnert daran.

## Typen
Gasströmungswächter werden gekennzeichnet mit den Buchstaben:
- K für Kunststoffleitung. Gasströmungswächter vom Typ GS K dürfen für Kunststoffrohre und metallene Rohre eingesetzt werden. In Leitungen aus Mehrschichtverbundrohr sind sie in Verbindung mit einer thermisch auslösenden Absperreinrichtung (TAE) zu verwenden; die Kombination wird als GS-T K bezeichnet und ist ab der Nenngröße 1,6 erhältlich.
- M für metallene Leitung. Der Typ GS M darf nur für metallene Rohre eingesetzt werden. Er ist ab der Nenngröße 2,5 erhältlich; weitere Größen sind 4 und 6.[1]

## Einbauorte

Einbauorte des Gasströmungswächters (vor dem Haus nur, wenn der Versorgungsleitungsdruck p > 25 mbar ist)

Gasströmungswächter sind unmittelbar hinter der Hauptabsperreinrichtung und dem Gas-Druckregelgerät oder in diesem integriert vorzusehen. Befindet sich der Druckregler nicht direkt hinter der Hauptabsperreinrichtung, so kann der GS bei einem Leitungsdruck bis 100 hPa auch vor dem Druckregler eingesetzt werden.
Strömungswächter können auch vor den einzelnen Gaszählern oder den Abzweigen der Leitungsanlage vorgesehen werden.
Entlang des Fließwegs sollen keine zwei Strömungswächter gleichen Nennwerts und gleichen Typs vorgesehen werden, da sich hierdurch die abgesicherte Leitungslänge verringert. (Nach einem Gas-Druckregelgerät mit integriertem GS M darf jedoch ein GS K installiert werden.)
Bei einer Summenbelastung von über 138 kW oder einer Einzelzuleitung mit Nennbelastung über 110 kW sind keine Gasströmungswächter vorgeschrieben. Mehrschichtverbundrohr kann in diesen Fällen nicht verwendet werden.

## Auslegung
Strömungswächter müssen so ausgelegt werden, dass der Ansprechvolumenstrom {\displaystyle {\dot {V_{S}}}}
über dem Auslegungsdurchsatz (Maximaldurchsatz) {\displaystyle {\dot {V_{N}}}} jedes einzelnen Geräteanschlusses liegt.
Vor dem Hausanschluss werden Strömungswächter eingesetzt, wenn der Versorgungsdruck mehr als p > 100 mbar beträgt.
Die Auswahl kann anhand von Tabelle L.0 der TRGI erfolgen. Die Auslegung erfolgt entsprechend der TRGI nach der Nennbelastung {\displaystyle {\dot {Q_{NB}}}} (entspricht Summenbelastung, Gesamtbelastung bzw. Maximalbelastung) und nicht nach der demgegenüber abgeminderten Spitzenbelastung {\displaystyle {\dot {Q}}}.
Statt der vereinfachten Auswahl nach Tabelle L.0 ist in folgenden Fällen ein „Direkter Abgleich GS“ nach TRGI 2018 Abschnitt 7.3.7.5.2 erforderlich:
- in Leitungsanlagen mit Mehrschichtverbundrohr und GS-T K
- in metallenen Leitungsanlagen mit GS M
- in Leitungsanlagen mit GS K (metallene Leitung), wenn zwei Zähler hintereinander installiert werden, die Berechnungslänge mit Mindestnennweite mehr als 10 Meter beträgt oder die Anlage für einen Gesamtdruckverlust von mehr als 300 Pa bemessen wird.